# Aron Winter
Aron Mohamed Winter (Paramaribo, 1 de março de 1967) é um ex-futebolista e treinador de futebol neerlandês nascido no que hoje é Suriname e que atuava como volante. Atualmente é técnico da Seleção Surinamesa. Fez parte da Seleção Neerlandesa durante 13 anos.

## Carreira

### Clubes
Nascido no Suriname, Winter é filho de um surinamês com uma indiana, e mudou-se para os Países Baixos já na infância. Jogou nas categorias de base do Lelystad e do Ajax, onde se profissionalizou em 1986. Sua estreia no time principal dos Ajacieden foi em abril do mesmo ano, contra o FC Utrecht, substituindo Frank Rijkaard. O jogo terminou 3-0 a favor de sua equipe, e Winter marcou o último gol.
Ganhou a titularidade em 1987, mas o Ajax era ofuscado pelo PSV Eindhoven no final da década, e o volante teve que aguardar a temporada 1989-90 para conquistar seu primeiro título no Campeonato Neerlandês (o Ajax conquistara a Copa nacional em 1987 e 1988, e a Taça dos Clubes Vencedores de Taças de 1986-87), quando sua equipe venceu a competição por apenas um ponto de vantagem. Winter foi o artilheiro do Ajax com 10 gols. Seu último título pela equipe de Amsterdã foi, ainda, o mais importante de sua passagem pelos Ajacieden: a Copa da UEFA de 1991–92, conquistada com um empate por 0 a 0 com o Torino - devido aos 2 gols marcados em Turim, o Ajax foi campeão.

### Futebol italiano
Winter deixou o Ajax em 1992 para, segundo ele, provar seu talento entre os principais jogadores. A Juventus chegou a negociar sua contratação, mas o volante preferiu assinar com a Lazio, tornando-se o primeiro atleta negro a jogar pelos Biancocelesti.
Seu início de trajetória na Lazio foi problemático, uma vez que parte da torcida fez ofensas raciais contra ele, além de encontrar pichacões no CT do clube, xingando-o de "negro judeu" - embora seu prenome (Aron) tenha sido escolhido apenas pelo gosto "exótico" do pai segundo o próprio Winter, que não tem origem judaica conhecida, tampouco islâmica, a despeito do segundo nome (Mohamed). Ele deu a resposta em campo ao garantir a titularidade absoluta no meio-campo de uma equipe que tinha, como destaques, Paul Gascoigne, Giuseppe Signori, Pierluigi Casiraghi e Alen Bokšić. Sem títulos pelo clube romano, transferiu-se para a Inter de Milão, onde conquistou mais uma Copa da UEFA, em 1997–98, derrotando justamente a Lazio por 3 a 0 - gols de Ronaldo, Iván Zamorano e Javier Zanetti.

### Volta ao futebol neerlandês e aposentadoria
De volta ao Ajax em 1999, Winter lideraria uma nova geração do clube, que mesclava jovens e veteranos. Porém, não repetiu o desempenho da primeira passagem e perdeu espaço já na temporada seguinte. Em 2001, problemas de relacionamento com o treinador Co Adriaanse fizeram com que o volante assinasse por empréstimo com o Sparta Rotterdam, disputando 32 jogos antes de voltar ao Ajax, desta vez para encerrar a carreira aos 35 anos, em 2003..

## Seleção
Com a independência do Suriname, seus nativos foram legalmente obrigados pelo novo país a escolherem ou a cidadania do Suriname ou dos Países Baixos, com o acúmulo das duas cidadanias sendo proibido por lei até 2019 - inviabilizando assim que muitos talentos provenientes ou com origens na antiga colônia fortalecessem seu futebol (até então expressivo nas competições da CONCACAF) ao optarem pela cidadania neerlandesa.
Com efeito, um ano após a estreia como profissional no Ajax, Winter fez sua estreia pela Seleção Neerlandesa em março de 1987, contra a Grécia, pelas eliminatórias da Eurocopa de 1988, fazendo parte da campanha vitoriosa da Laranja Mecânica, embora não tenha entrado em campo na competição - onde foi mais recordado por provocações a Lothar Matthäus de fora do campo. Apesar de Humphrey Mijnals ter se tornando ainda em 1960 o primeiro jogador surinamês aproveitado pela seleção, Winter foi o segundo jogador de proveniente da região a ser convocado pela Oranje em uma competição oficial - o primeiro fora Romeo Zondervan, na Eurocopa de 1980.
Disputou ainda as Eurocopas de 1992, 1996 e 2000, nesta já como uma regular opção entre os reservas; e três Copas do Mundo (1990, 1994 e 1998). Foi dele o segundo gol neerlandês na partida contra o Brasil em 94, empatando o jogo. Despediu-se com 84 partidas disputadas e 6 gols marcados.

## Treinador
Winter deu seus primeiros passos como integrante de comissão técnica comandando as equipes de reservas do Ajax.
Em 6 de janeiro de 2011, foi contratado para comandar o Toronto FC, que disputa a MLS. Por essa equipe conquistou o Campeonato Canadense de 2011 e a Trillium Cup no mesmo ano. Na temporada 2011-2012 da Liga dos Campeões da CONCACAF, levou o Toronto, pela primeira vez em sua história, às semifinais do campeonato ao derrotar o favorito Los Angeles Galaxy de David Beckham, em plena Los Angeles, por 2x1, após empatar o primeiro jogo em casa por 2x2. Com o resultado, o Toronto tornou-se a primeira equipe do Canadá a chegar às semifinais dessa competição, sendo superado pelo time mexicano do Santos Laguna.
No dia 7 de junho de 2012, após má campanha na MLS, deixou o comando técnico do Toronto FC. Winter treinaria ainda as equipes Sub-19 da Seleção Neerlandesa e do Ajax entre 2014 e 2017, quando virou auxiliar-técnico de Marcel Keizer e, posteriormente, de Erik ten Hag. Exerceu a mesma função na Seleção Grega entre 2019 e 2021, sendo anunciado como novo técnico da Seleção Surinamesa em setembro de 2022, substituindo Stanley Menzo.

## Títulos

### Como jogador

#### Internacionais
Seleção Neerlandesa
- Eurocopa: 1988

 Ajax
- Recopa Euopéia: 1986–87
- Copa da UEFA: 1991–92

 Internazionale
- Copa da UEFA: 1997–98

#### Nacionais
Ajax
- Campeonato Neerlandês: 1989–90, 2001–02
- Copa dos Países Baixos: 1986–87, 2001–02

### Como técnico

#### Nacionais
Toronto FC
- Campeonato Canadense: 2011, 2012
- Trillium Cup: 2011

## Campanhas de destaque

### Como Técnico

#### Internacionais
Toronto FC
- Liga dos Campeões da CONCACAF: semifinais - 2011-12